# Violência sexual

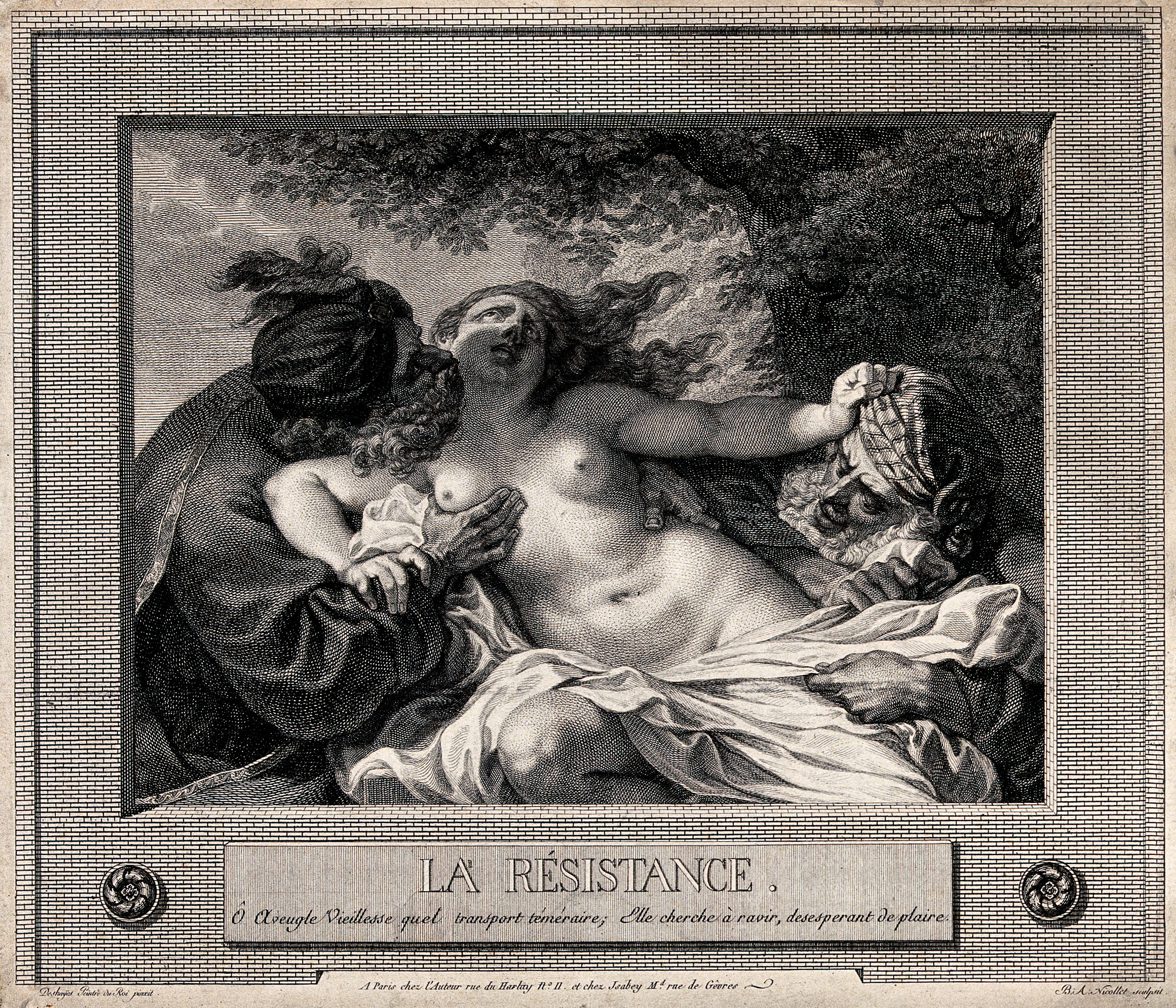
Dois velhos tentam forçar suas atenções em uma jovem. Gravura de B.A. Nicollet

Violência sexual é qualquer ato sexual prejudicial ou indesejado — ou tentativa de obter um ato sexual por meio de violência ou coerção — ou um ato dirigido contra a sexualidade de uma pessoa sem o seu consentimento, por qualquer indivíduo, independentemente de sua relação com a vítima. Isso inclui a participação forçada em atos sexuais, tentados ou consumados, e pode ser física, psicológica ou verbal.
Ocorre em tempos de paz e em situações de conflito armado, é generalizada e é considerada uma das violações dos direitos humanos mais traumáticas, abrangentes e comuns.
A violência sexual é um grave problema de saúde pública e tem impactos profundos, a curto e longo prazo, na saúde física e mental, como o aumento dos riscos de problemas de saúde sexual e reprodutiva, suicídio e infecção por HIV. O homicídio ocorrido durante uma agressão sexual ou como resultado de uma execução por honra em resposta a uma agressão sexual também é um fator associado à violência sexual. Embora mulheres e meninas sofram desproporcionalmente com esses aspectos, a violência sexual pode ocorrer com qualquer pessoa, independentemente da idade; trata-se de um ato de violência que pode ser perpetrado por pais, cuidadores, conhecidos e estranhos, bem como por parceiros íntimos. Raramente é um crime de paixão, sendo, na verdade, um ato agressivo que frequentemente visa expressar poder e domínio sobre a vítima.
A violência sexual permanece altamente estigmatizada em todos os contextos, muitas vezes sendo descartada como uma questão feminina, o que faz com que os níveis de divulgação dos casos variem entre as regiões. Em geral, é um fenômeno amplamente subnotificado, e os dados disponíveis tendem a subestimar a verdadeira dimensão do problema. Além disso, a violência sexual é também uma área negligenciada na pesquisa, sendo imperativo um entendimento mais profundo do tema para promover um movimento coordenado contra ela. A violência sexual doméstica é distinguida da violência sexual relacionada a conflitos. Frequentemente, pessoas que forçam seus cônjuges a atos sexuais acreditam que suas ações são legítimas por serem casadas. Em tempos de conflito, a violência sexual tende a ser uma consequência inevitável da guerra, inserida num ciclo contínuo de impunidade. O estupro de mulheres e homens é frequentemente utilizado como método de guerra (estupro de guerra), como forma de ataque ao inimigo, tipificando a conquista e a degradação de suas mulheres ou homens, ou de combatentes capturados, sejam eles masculinos ou femininos. Mesmo fortemente proibida pelo direito internacional dos direitos humanos, pelo direito consuetudinário e pelo direito internacional humanitário, os mecanismos de aplicação continuam frágeis ou mesmo inexistentes em muitas partes do mundo.
Do ponto de vista histórico, a violência sexual era considerada como perpetrada apenas por homens contra mulheres e como algo comum e "normal" tanto em tempos de guerra quanto de paz, desde os gregos antigos até o século XX. Isso levou à negligência de quaisquer indicações sobre os métodos, objetivos e magnitude de tal violência. Só no final do século XX é que a violência sexual deixou de ser considerada uma questão menor e passou gradualmente a ser criminalizada. A violência sexual ainda é utilizada na guerra moderna, como ocorreu recentemente no genocídio de Ruanda e na guerra entre Israel e Hamas de 2023, direcionada tanto a israelenses quanto a palestinos.

## Definições

### Geral
A Organização Mundial da Saúde (OMS) em seu Relatório Mundial sobre Violência e Saúde de 2002 definiu violência sexual como:
"qualquer ato sexual, tentativa de obter um ato sexual, comentários ou avanços sexuais indesejados, ou atos de tráfico, ou de outra forma dirigidos contra a sexualidade de uma pessoa utilizando coerção, por qualquer pessoa, independentemente de sua relação com a vítima, em qualquer ambiente, incluindo, mas não se limitando a, casa e trabalho."
A definição da OMS de violência sexual inclui, mas não se limita ao estupro, que é definido como a penetração forçada, física ou de outra forma coerida, da vulva ou do ânus, utilizando um pênis, outras partes do corpo ou um objeto.
A violência sexual consiste em uma ação intencional cuja finalidade é frequentemente infligir humilhação severa às vítimas e diminuir a dignidade humana. No caso em que terceiros são forçados a assistir aos atos de violência sexual, tais atos visam intimidar a comunidade em geral.
Outros atos incorporados na violência sexual são diversas formas de agressões sexuais, como o contato forçado entre a boca e o pênis, vulva ou ânus. A violência sexual pode incluir contato forçado entre a boca e o pênis, vulva ou ânus, ou atos que não envolvam contato físico entre a vítima e o agressor — por exemplo, assédio sexual, ameaças e espionagem.
A coerção, no que se refere à violência sexual, pode abranger uma gama completa de graus de força. Além da força física, pode envolver intimidação psicológica, chantagem ou outras ameaças — por exemplo, a ameaça de dano físico, de ser demitido ou de não conseguir o emprego desejado. Pode também ocorrer quando a pessoa atacada não é capaz de dar consentimento — por exemplo, estando embriagada, sob efeito de drogas, adormecida ou mentalmente incapaz de compreender a situação.
Essas definições mais amplas de violência sexual estão presentes no direito internacional. O Estatuto de Roma do Tribunal Penal Internacional (TPI) estabeleceu, no artigo 7(1)(g), que "estupro, escravidão sexual, prostituição forçada, gravidez forçada, esterilização forçada ou qualquer outra forma de violência sexual de gravidade comparável" constitui um crime contra a humanidade.
A violência sexual é ainda explicada nos Elementos dos Crimes do TPI, que o Tribunal utiliza em sua interpretação e aplicação do Artigo 7. Os Elementos do Crime estabelecem que a violência sexual é:

Um ato de natureza sexual contra uma ou mais pessoas ou que force essa pessoa ou pessoas a se envolverem em um ato de natureza sexual por meio de força, ou por ameaça de força ou coerção, tal como aquela provocada pelo medo da violência, coação, detenção, opressão psicológica ou abuso de poder, contra tal pessoa ou pessoas ou outra pessoa, ou aproveitando um ambiente coercitivo ou a incapacidade dessa pessoa ou pessoas de dar um consentimento genuíno.
 O Relator Especial das Nações Unidas sobre estupro sistêmico, escravidão sexual e práticas semelhantes à escravidão durante conflitos armados, em um relatório de 1998, estipulou que a violência sexual é "qualquer violência, física ou psicológica, realizada por meio de métodos sexuais, direcionada à sexualidade". Essa definição abrange ataques físicos e psicológicos direcionados às características sexuais de uma pessoa, como forçar alguém a se despir em público, mutilar os genitais ou cortar os seios de uma mulher.
A OMS lista uma série de exemplos de circunstâncias em que a violência sexual pode ser cometida:
Estupro sistemático durante conflitos armados
Estupro no seio do casamento ou em relacionamentos amorosos
Estupro cometido por estranhos
Avanços sexuais indesejados ou assédio sexual, incluindo exigir sexo em troca de favores
Abuso sexual de pessoas com deficiência mental ou física
Abuso sexual de crianças
Casamento forçado ou coabitação forçada, incluindo o casamento de crianças
Negação do direito de usar métodos contraceptivos ou adotar outras medidas para se proteger contra infecções sexualmente transmissíveis
Aborto forçado
Atos violentos contra a integridade sexual das mulheres, incluindo mutilação genital feminina e inspeção obrigatória da virgindade
Prostituição forçada e tráfico de pessoas para fins de exploração sexual
Uma definição completa é necessária para monitorar a prevalência da violência sexual e estudar as tendências ao longo do tempo. Além disso, uma definição consistente ajuda a determinar a magnitude da violência sexual e auxilia na comparação do problema entre diferentes grupos demográficos. A consistência permite que os pesquisadores meçam fatores de risco e proteção para a vitimização de forma uniforme, orientando, em última instância, os esforços de prevenção e intervenção.

### Conflitos e violência sexual doméstica
Faz-se uma distinção entre a violência sexual relacionada a conflitos e a violência sexual doméstica:
Violência sexual relacionada a conflitos é a violência sexual perpetrada por combatentes, incluindo rebeldes, milícias e forças governamentais. As diversas formas de violência sexual podem ser usadas sistematicamente em conflitos "para torturar, ferir, extrair informações, degradar, ameaçar, intimidar ou punir". Nesses casos, a violência sexual pode equivaler a uma arma de guerra.
Violência sexual doméstica é a violência sexual perpetrada por parceiros íntimos e por outros membros da família ou do domicílio, frequentemente denominada violência de parceiro íntimo. Esse tipo de violência sexual é generalizado tanto em tempos de conflito quanto em tempos de paz. Acredita-se que os incidentes de violência sexual doméstica aumentem em períodos de guerra e em ambientes pós-conflito.

## Vítimas

### Espectro
Todas as pessoas podem ser vítimas de violência sexual. Isso inclui mulheres, homens, crianças e pessoas que se identificam de outras maneiras, por exemplo, pessoas Transgênero ou não-binárias.
A maioria das pesquisas, relatórios e estudos foca na violência sexual perpetrada contra mulheres e em conflitos armados. A maioria das vítimas são mulheres, mas homens e crianças também são vítimas de violência sexual. O crime pode ser cometido em tempos de paz ou durante conflitos.
É possível que indivíduos sejam alvos com base na orientação sexual ou no comportamento de gênero. Esses ataques, frequentemente chamados de "Estupro corretivo", foram realizados para conformar um indivíduo a uma orientação heterossexual ou a comportamentos mais aceitos para o gênero percebido da vítima; indivíduos assexuais também são particularmente visados.

### Violência sexual doméstica
A violência sexual doméstica inclui todas as formas de atividade sexual indesejada. É considerada abuso mesmo se a vítima já tiver se envolvido anteriormente em atividades sexuais consensuais com o agressor. Tanto homens quanto mulheres podem ser vítimas desse tipo de abuso, embora as mulheres sejam mais frequentemente as vítimas e os homens os agressores. Além disso, mulheres Lésbicas, Bissexualidade e Mulheres trans têm maior probabilidade do que mulheres Cisgênero e Heterossexualidade de experimentar violência de parceiro íntimo, que inclui violência sexual. Indivíduos do sexo masculino têm maior probabilidade de cometer violência sexual doméstica, independentemente da identidade de gênero ou orientação sexual.
Um estudo da OMS de 2006 sobre violência doméstica física e sexual contra mulheres, realizado em dez países, constatou que a prevalência da violência sexual doméstica variou, em média, entre 10% e 40%. A violência sexual doméstica também é consideravelmente menos comum do que outras formas de violência doméstica. As variações nos achados entre e dentro dos países sugerem que esse tipo de abuso não é inevitável e pode ser prevenido.

### Mulheres
A violência sexual contra mulheres e meninas pode assumir muitas formas e ocorre em diferentes situações e contextos. As mulheres constituem a grande maioria das vítimas de violência sexual e vivem com a possibilidade de serem atingidas em situações cotidianas. Por exemplo, um estudo de 1987 concluiu que mulheres universitárias relataram ter sido vítimas de sexo indesejado, resultado do uso de coerção verbal e força física por parte de homens para manipulá-las, bem como do uso de álcool ou drogas para intoxicá-las.
A violência sexual é uma das violações mais comuns e generalizadas que os homens impõem às mulheres durante períodos de guerra. Também figura entre as experiências mais traumáticas, tanto emocional quanto psicologicamente, que as mulheres sofrem durante conflitos. A violência sexual, em particular o estupro, é frequentemente considerada um método de guerra: não é utilizada apenas para "torturar, ferir, extrair informações, degradar, deslocar, intimidar, punir ou simplesmente destruir", mas também como uma estratégia para desestabilizar comunidades e desmoralizar outros homens. O uso da violência sexual como arma de guerra foi difundido em conflitos como Ruanda, Sudão, Serra Leoa e Kosovo. Os perpetradores de violência direcionada contra mulheres em tempos de conflito são frequentemente grupos armados e homens locais.

### Homens
Assim como a violência sexual contra mulheres, a violência sexual contra homens pode assumir diferentes formas e ocorrer em qualquer tipo de contexto, seja em casa ou no local de trabalho, em prisões, sob custódia policial, durante guerras ou nas forças armadas. A prática de agredir sexualmente homens não se restringe a nenhuma área geográfica ou local de ocorrência, e acontece independentemente da idade da vítima. As diversas formas de violência sexual direcionadas aos homens incluem estupro, esterilização forçada, masturbação forçada e violência genital (incluindo mutilação genital). Além da dor física causada, a violência sexual contra homens também pode explorar concepções locais de gênero e sexualidade para causar angústia mental e psicológica considerável aos sobreviventes, que pode perdurar por anos após o ataque.
A violência sexual direcionada aos homens é mais significativa do que se pensa frequentemente. Contudo, a extensão desses crimes permanece desconhecida, em grande parte devido à escassa ou à falta de documentação. A subnotificação ou a não denúncia da violência sexual contra homens pode ocorrer por medo, confusão, culpa, vergonha e estigma, ou por uma combinação desses fatores.
Além disso, os homens podem ter relutância em falar sobre serem vítimas de crimes de violência sexual. Nesse sentido, a forma como as sociedades constroem a noção de masculinidade desempenha um papel. A masculinidade e a vitimização podem ser consideradas incompatíveis, especialmente em sociedades onde a masculinidade é equiparada à capacidade de exercer poder, levando à não denúncia.
Devido à subnotificação da violência sexual contra homens, as poucas evidências disponíveis tendem a ser anedóticas.
No caso de a violência sexual contra homens ser reconhecida e denunciada, ela é frequentemente categorizada como "abuso" ou "tortura". Essa tendência de ocultar agressões sexuais contra homens contribui para a subnotificação desses crimes, podendo advir da crença de que a violência sexual é uma questão exclusiva das mulheres e de que homens não podem ser vítimas de agressões sexuais.

### Crianças
A violência sexual contra crianças é uma forma de abuso infantil. Inclui assédio e estupro, bem como o uso de crianças na prostituição ou na pornografia.
A violência sexual constitui uma séria violação dos direitos da criança e pode resultar em trauma físico e psicológico significativo para a vítima. Um estudo da OMS de 2002 aproximou que 223 milhões de crianças foram vítimas de violência sexual com contato físico.
No entanto, devido à sensibilidade do tema e à tendência de esse crime permanecer oculto, é provável que o número real seja muito maior.
Meninas são alvos mais frequentes de abuso sexual do que meninos. O estudo da OMS constatou que 150 milhões de meninas foram abusadas em comparação com 73 milhões de meninos. Outras fontes também concluem que meninas enfrentam um risco maior de violência sexual, inclusive na prostituição.

## Causas e fatores

### Explicações
Explicar a violência sexual é complicado pelas múltiplas formas que ela assume e pelos contextos em que ocorre. Há considerável sobreposição entre as formas de violência sexual e a violência de parceiro íntimo. Existem fatores que aumentam o risco de alguém ser coagido a ter relações sexuais, fatores que elevam o risco de um indivíduo forçar sexo em outra pessoa, e fatores no ambiente social, incluindo entre amigos e familiares, que influenciam a probabilidade de estupro e a reação a ele.
Pesquisas sugerem que os diversos fatores têm um efeito aditivo, de forma que quanto mais fatores estiverem presentes, maior a probabilidade de ocorrer violência sexual. Além disso, a importância de um fator específico pode variar conforme a etapa da vida.
Cerca de 70% das pessoas que vivenciaram violência sexual ficaram paralisadas antes e durante o ataque.
A visão predominante entre os cientistas é que essa forma de imobilidade tônica ocorre em humanos quando não há mais alternativas para evitar a violência sexual, fazendo com que o cérebro paralise o corpo para permitir a sobrevivência com danos mínimos.

### Fatores de risco
Os seguintes são fatores de risco individuais:
Uso de álcool e drogas
Delinquência
Déficits empáticos
Agressividade geral e aceitação da violência
Iniciação sexual precoce
Fantasias sexuais coercitivas
Preferência por sexo impessoal e assunção de riscos sexuais
Exposição a mídias com conteúdo sexual explícito
Hostilidade em relação às mulheres
Aderência às normas tradicionais de papéis de gênero
Hiper-masculinidade
Comportamento suicida
Vitimização ou perpetracão sexual prévia
Os seguintes são fatores de risco relacionados a relacionamentos:
Ambiente familiar caracterizado por violência física e conflitos
Histórico de abuso físico, sexual ou emocional na infância
Ambiente familiar emocionalmente pouco acolhedor
Relações parentais deficientes, especialmente com os pais
Associação com colegas sexualmente agressivos, hipermasculinos e delinquentes
Envolvimento em um relacionamento íntimo violento ou abusivo
Os seguintes são fatores comunitários:
Pobreza
Falta de oportunidades de emprego
Falta de apoio institucional das forças policiais e do sistema judiciário
Tolerância geral à violência sexual na comunidade
Sanções comunitárias fracas contra os perpetradores de violência sexual
Há também o oportunismo sexual pós-catástrofe. O oportunismo sexual durante e após eventos catastróficos é amplamente subnotificado. Aumento massivo no tráfico humano de meninas e outros abusos humanitários foi reportado em eventos como o devastador terremoto no Nepal, em abril de 2015.

### Perpetradores
Os perpetradores podem vir de diversos contextos e podem ser conhecidos pela vítima, como um amigo, membro da família, parceiro íntimo ou conhecido, ou podem ser completos estranhos.
Embora se estime que 93% a 97% dos perpetradores de violência sexual sejam homens, a violência sexual é frequentemente erroneamente descartada como uma questão exclusiva das mulheres.
Acredita-se que os motivadores primários dos atos de violência sexual sejam o poder e o controle e não, como é amplamente percebido, o desejo sexual. A violência sexual é, na verdade, um ato violento, agressivo e hostil que visa degradar, dominar, humilhar, aterrorizar e controlar a vítima. Algumas razões para a prática da violência sexual são que ela reafirma a adequação sexual do agressor, alivia a frustração, compensa sentimentos de impotência e proporciona gratificação sexual.
Os dados sobre homens violentos sexualmente são algo limitados e tendem a se concentrar nos estupradores apreendidos, exceto nos Estados Unidos, onde também foram realizadas pesquisas com estudantes universitários do sexo masculino. Apesar da quantidade limitada de informações, parece que a violência sexual ocorre em quase todos os países (embora com diferenças na prevalência), em todas as classes socioeconômicas e em todos os grupos etários, desde a infância. Os dados também mostram que a maioria dos agressores direciona seus atos contra mulheres que já conhecem.
Entre os fatores que aumentam o risco de um homem cometer estupro estão aqueles relacionados a atitudes e crenças, bem como comportamentos decorrentes de situações e condições sociais que oferecem oportunidades e apoio para o abuso.

## Consequências
"A violência sexual e de gênero destrói pessoas, destrói comunidades locais e é extremamente difícil reparar os danos. Por isso, precisamos fazer mais para preveni-la." — Ine Eriksen Soreide

A violência sexual é um grave problema de saúde pública e tem efeitos negativos, tanto a curto quanto a longo prazo, na saúde e no bem-estar físico e psicológico. Há evidências de que vítimas masculinas e femininas podem experimentar consequências semelhantes para a saúde mental, comportamental e social. Watts, Hossain e Zimmerman (2013) relataram que 72,4% dos sobreviventes apresentaram pelo menos uma queixa ginecológica. Em 52,2% houve dor pélvica crônica, em 27,4% sangramento vaginal anormal, em 26,6% infertilidade, em 25,3% feridas genitais e em 22,5% inchaço abdominal. Além disso, 18,7% dos participantes apresentaram morbidade psicológica e cirúrgica severa, incluindo alcoolismo; 69,4% demonstraram angústia psicológica significativa, 15,8% tentaram suicídio, 75,6% relataram pelo menos uma queixa cirúrgica e 4,8% dos participantes tiveram status positivo para HIV.
Em casos de abuso sexual infantil, a criança pode desenvolver transtornos de saúde mental que se estendem até a vida adulta, especialmente se o abuso envolver relações sexuais efetivas. Estudos com meninos abusados demonstraram que cerca de um em cada cinco continua, na vida adulta, a abusar de crianças. O abuso sexual infantil pode levar a padrões comportamentais negativos na vida adulta, dificuldades de aprendizagem e até mesmo a um desenvolvimento mais lento ou regressão.
A tabela abaixo apresenta alguns exemplos de possíveis consequências físicas e psicológicas da violência sexual:
| Exemplos de desfechos fatais relacionados à violência sexual | Exemplos de desfechos fatais relacionados à violência sexual                                                                                                   | Exemplos de desfechos fatais relacionados à violência sexual                                                                              |                                                                           |
| Suicídio | Homicídio | Relacionados à AIDS |                                                                           |
| Exemplos de desfechos não fatais relacionados à violência sexual | Exemplos de desfechos não fatais relacionados à violência sexual                                                                                               | Exemplos de desfechos não fatais relacionados à violência sexual                                                                          | Exemplos de desfechos não fatais relacionados à violência sexual          |
| Consequências físicas | Consequências físicas | Consequências psicológicas | Consequências psicológicas                                                |
| --- | --- | --- | ------------------------------------------------------------------------- |
| Gravidez indesejada Infertilidade Disfunção sexual Dor pélvica crônica Infecções sexualmente transmissíveis, incluindo infecção por HIV e AIDS Obesidade ou anorexia | Infecções do trato urinário Distúrbios gastrointestinais Complicações ginecológicas e na gravidez Enxaquecas e outras dores de cabeça frequentes Fadiga Náusea | Síndrome de trauma por estupro Transtorno de estresse pós-traumático Fobias sociais Choque Aumento do uso ou abuso de substâncias Negação | Medo Confusão Ansiedade Culpa Depressão Alienação Transtornos alimentares |

Em alguns casos, vítimas de violência sexual podem ser estigmatizadas e ostracizadas por suas famílias e por outros. Percepções sociais de que a vítima provocou a violência sexual levam à não denúncia do assalto, o que está associado a consequências psicológicas ainda mais severas, principalmente em crianças. Portanto, são necessárias mais intervenções para mudar as atitudes sociais em relação à violência sexual, bem como esforços para educar aqueles a quem as vítimas possam relatar o assalto.

## Tratamento
Na sala de emergência, são oferecidos medicamentos contraceptivos de emergência às mulheres estupradas por homens, pois cerca de 5% desses estupros resultam em gravidez. Medicações preventivas contra infecções sexualmente transmissíveis são administradas às vítimas de todos os tipos de agressão sexual (especialmente para doenças comuns como clamídia, gonorreia, tricomoníase e vaginose bacteriana) e uma amostra de sangue é coletada para testar infecções sexualmente transmissíveis (como HIV, hepatite B e sífilis). Vítimas com abrasões são imunizadas contra o tétano se já se passaram cinco anos desde a última vacinação. O tratamento de curto prazo com um benzodiazepínico pode ajudar na ansiedade aguda, e antidepressivos podem ser úteis para os sintomas de TEPT, depressão e ataques de pânico.
Sobreviventes de violência sexual que apresentam sintomas psicológicos duradouros devido ao trauma podem buscar aconselhamento e terapia psicológica.
O tratamento informal, ou apoio, inclui o suporte social, que pode oferecer caminhos para o engajamento em justiça social. Temas de autorreflexão, apoio social e ativismo voltado ao suporte de outros sobreviventes e à prevenção da violência sexual estão associados a um melhor funcionamento e à facilitação de mudanças positivas pós-trauma. O envolvimento no ativismo contra a violência sexual pode ajudar os sobreviventes a compreender as condições sociais que contribuíram para sua violação, recuperar a autoconfiança e facilitar o apoio entre pares, embora também tenha sido identificado o esgotamento no trabalho ativista.

## Prevenção
O número de iniciativas que abordam a violência sexual é limitado e poucas foram avaliadas. As abordagens variam, com a maioria das intervenções sendo desenvolvidas e implementadas em países industrializados. Quão relevantes elas podem ser em outros contextos não é bem conhecido. Intervenções precoces e a oferta de apoio psicológico podem prevenir ou minimizar muitos dos impactos psicológicos prejudiciais e duradouros da agressão sexual.
As intervenções desenvolvidas podem ser categorizadas da seguinte forma:
| Iniciativas para prevenir a violência sexual                         | Iniciativas para prevenir a violência sexual | Iniciativas para prevenir a violência sexual | Iniciativas para prevenir a violência sexual |
| Abordagens individuais                                               | Respostas do setor de saúde                  | Esforços baseados na comunidade              | Respostas legais e políticas                 |
| -------------------------------------------------------------------- | -------------------------------------------- | -------------------------------------------- | -------------------------------------------- |
| Cuidados psicológicos e apoio                                        | Serviços médico-legais                       | Campanhas de prevenção                       | Reforma legal                                |
| Programas para agressores                                            | Treinamento para profissionais de saúde      | Ativismo comunitário por homens              | Tratados internacionais                      |
| Abordagens de desenvolvimento                                        | Profilaxia para infecção por HIV             | Programas escolares                          | Mecanismos de aplicação                      |
| Centros que oferecem cuidado abrangente a vítimas de agressão sexual |                                              |                                              |                                              |

Há também uma abordagem de saúde pública para a prevenção. Como a violência sexual é generalizada e afeta, direta ou indiretamente, toda a comunidade, uma abordagem orientada para a comunidade incentiva não apenas as vítimas e os defensores a disseminar a conscientização e prevenir a violência sexual, mas também atribui à comunidade em geral a responsabilidade de fazê-lo. O relatório do CDC sobre Prevenção da Violência Sexual: Iniciando o Diálogo sugere seguir seu modelo de quatro etapas:
Definir o problema: coletar dados sobre as vítimas, os perpetradores, onde ocorre e com que frequência.
Identificar fatores de risco e proteção: pesquisar os fatores que podem colocar as pessoas em risco de vitimização ou de perpetrar violência.
Desenvolver e testar estratégias de prevenção: trabalhar com líderes comunitários e profissionais para testar diferentes estratégias de prevenção da violência sexual.
Garantir ampla adoção: implementar e disseminar a conscientização sobre as estratégias de prevenção bem-sucedidas.
Programas de prevenção do abuso sexual infantil foram desenvolvidos nos Estados Unidos durante a década de 1970 e inicialmente destinados às crianças. Programas para pais foram desenvolvidos na década de 1980, consistindo em encontros únicos de duas a três horas.